# دايفيد كيز (موسيقي)
دايفيد كيز (بالإنجليزية: David Keys)‏ هو موسيقي بريطاني، ولد في 1985.